# Орхан I
Орхан I (на османски турски: اورخان غازی‎) е вторият османски владетел от 1324 до 1362 година.

## Произход
Роден е на 6 февруари 1281 година в Сьогют, вилает Биледжик, Османски бейлик. Син е на Осман I от му съпруга – Рабия Бала Мал хатун.

## Управление
На 3 април 1326 година завзема Бурса и вероятно установява своята столица там, а на 13 май 1327 година завладява и крепостта Улубат. По време на тези успехи османците успяват да поддържат и обсада около град Никея, която през лятото на 1328 година император Андроник III прави опит да прекрати. След поредица сблъсъци в местността Пелеканон императорът е принуден да се оттегли, като по време на сраженията самият той е ранен.
Обсадата на Никея продължава до 1 март 1331 година, когато Орхан I превзема града. Малко по-късно той обсажда Никомидия. През лятото на 1333 година Андроник III потегля по море със своя войска към Никомидия. Там той сключва мир с Орхан I, като му заплаща откуп от 12 хиляди перпери в замяна на крепостите между Никомидия и Константинопол. Мирът не продължава дълго и през 1337 година Орхан I превзема Никомидия, като по този начин налага властта си над цялата област Витиния. В средата на 30-те години (според някои източници през 1348 – 1349 година) Орхан завладява и турския бейлик Кареси на южния бряг на Дарданелите.
В 1341 година във Византийската империя започва гражданска война, след като великият доместик Йоан Кантакузин предявява претенции за трона, а майката на малолетния император Йоан V Палеолог Анна Савойска и регента Алексий Апокавк му се противопоставят. Вероятно през 1345 година при Орхан пристигат пратеници на двете враждуващи групировки, търсещи помощта му срещу своите съперници. Орхан се споразумява с Йоан Кантакузин, който с помощта на негови войници завзема всички тракийски черноморски градове, с изключение на Созопол. Двамата укрепват съюза си през 1346 година, когато Орхан се жени за Теодора, дъщеря на Йоан Кантакузин, след което Кантакузин влиза в Константинопол и става съимператор, заедно с Йоан V.
Орхан поддържа съюза си с Йоан Кантакузин до края на неговото управление. През 1348 година той му изпраща войски в помощ срещу сръбския крал Стефан Душан, които така и не влизат в бой, но разграбват Солунско и Беломорска Тракия. През 1350 година той отново изпраща подкрепления за връщането на Солун от бунтовника Алексий Метохит, но скоро ги изтегля, заради проблеми на източната си граница. През 1351 година сключва съюз с Генуа и ѝ оказва помощ в сблъсъците със сили на Венецианската република в района на Константинопол.
В 1352 година извиканата от Кантакузин в подкрепа на сина му Матей Кантакузин османска войска, командвана от Орхановия син Сюлейман паша Гази, се оказва решаваща за неговата победа срещу Йоан V при Одрин. При оттеглянето си Сюлейман заема крепостта Цимпе на европейския бряг на Дарданелите, обещана му от Кантакузин за оказаната помощ. Йоан Кантакузин и Орхан повеждат преговори за връщането на крепостта срещу изплащане на определена сума, но на 2 март 1354 година земетресение разрушава стените на крепостта Галиполи и съседните градове и Сюлейман се възползва от положението, за да завземе и тях. През следващите месеци преговорите за връщането на крепостите срещу откуп продължават, но през декември Йоан Кантакузин абдикира.
Няма подробни сведения за завоеванията на Орхан в Анадола, но вероятно през 1354 година неговият син Сюлейман завзема Анкара и Сиврихисар. Османската власт в Анкара се потвърждава и от запазен надпис в джамия от 1361/1362 година.
След абдикацията на Йоан Кантакузин Орхан вече не се смята за обвързан от съюза си с него и започва военни действия срещу Византийската империя. До смъртта си през 1357 година Сюлейман завзема Малгара, Ипсала и Виза. Междувременно Орхан подпомага неуспешен опит на Матей Кантакузин да заеме трона на империята.
През лятото на 1357 година Шахзаде Халил, един от синовете на Орхан, по случайност е пленен от генуезки пирати и е задържан във Фокея. Това принуждава Орхан да търси помощта на Йоан V за неговото освобождаване и да сключи мир с него. След неуспешна обсада на града от византийския император, самият Орхан пристига в Юскюдар и откупва Халил за 30 000 дукати. Като част от споразумението с византийците Халил е оженен за своята първа братовчедка, Ирина Палеологина, дъщеря на Йоан V. Чрез този брак византийците се надяват да имат свое приближено лице, ако Халил наследи Орхан. Скоро обаче мирът между двете страни отново е нарушен. През 1359 или 1361 година Орхан завзема ключовата за византийска Тракия крепост Дидимотихон, която не успява да получи подкрепления от столицата, вероятно защото османците вече контролират основната част от Източна Тракия.
Орхан I умира през март 1362 година и е наследен от своя син Мурад.

## Потомство
Жените на Орхан I са:
- Нилюфер хатун – според една от версиите гъркиня, дъщеря на византийския управител на Биледжик във Витиния[2]. Майка на Мурад I.
- Беялун хатун – за нея споменава арабският пътешественик Ибн Батута[3]
- Аспорча хатун – майка на Ибрахим (1310 – 1360), екзекутиран от Мурад I, както и на две дъщери и по всяка вероятност на още един син.
- Теодора хатун – предполагаема дъщеря на сръбския цар Стефан Душан и царица Елена Българска[4].
- Теодора Кантакузина – дъщеря на император Йоан VI Кантакузин и императрица Ирина Асенина. Майка на Шахзаде Халил.
- Евтандисе хатун – спомената в дарствена грамота на Орхан от 1324 г. Майка на Сюлейман паша Гази, за когото погрешно се смята понякога, че е роден от Нилюфер хатун[5][6][7].
- Мелек хатун – спомената в дарствена грамота на Орхан от 1324 г.[8]